# Elvis Stegmar
Elvis Stegmar är en svensk skådespelare. Han är son till skådespelaren Robin Stegmar.
Elvis Stegmar medverkade som sjuåring i teaterföreställningen Nyköpings Gästabud. 2021 medverkade han i musikalen Sound of Music på Lisebergsteatern. Han har även medverkat i TV-serierna Bäckström där han spelar Edvin, Bäckströms ständige följeslagare, och The Pirate Bay är han spelar Henrik Ponténs son Markus.

## Filmografi (i urval)
- 2020–2024 – Bäckström (TV-serie)
- 2024 – The Pirate Bay (TV-serie)